# Hebenhof

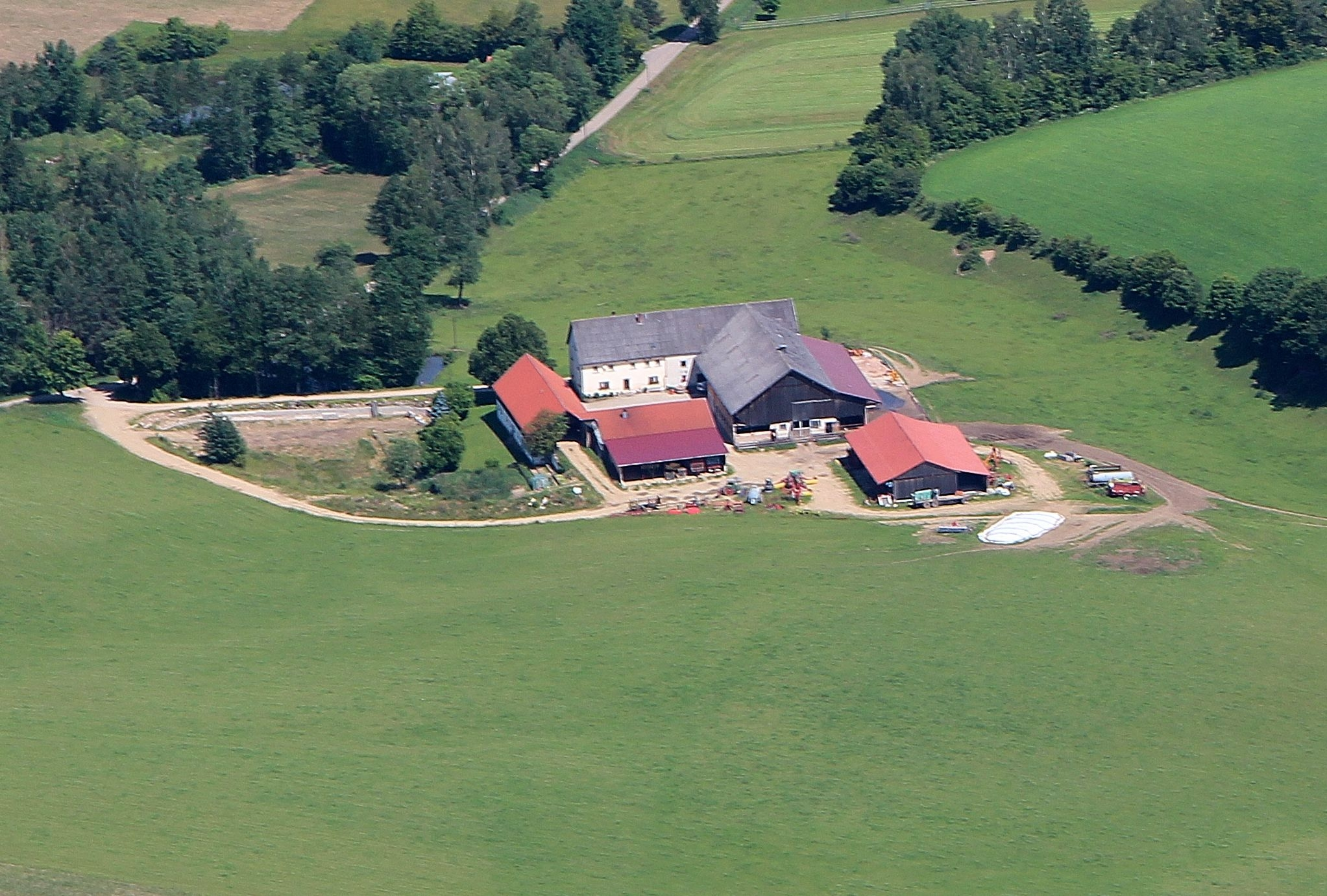
Hebenhof (2012)

Hebenhof ist ein Gemeindeteil der Gemeinde Gleiritsch im Landkreis Schwandorf (Oberpfalz, Bayern).

## Geografie
Hebenhof liegt in der Region Oberpfalz-Nord im nordöstlichen Teil des Landkreises. Der Hebenhof ist ein Einzelgehöft und wird heute als eigenständiger Bauernhof betrieben. Der Einödhof ist durch eine Gemeindeverbindungsstraße von Bernhof aus zu erreichen. An ihr liegt auch die Kläranlage der Gemeinde Gleiritsch. Der Bach Gleiritsch fließt in einhundert Metern Entfernung an dem Gehöft vorbei und mündet bei Trausnitz in die Pfreimd.

## Geschichte

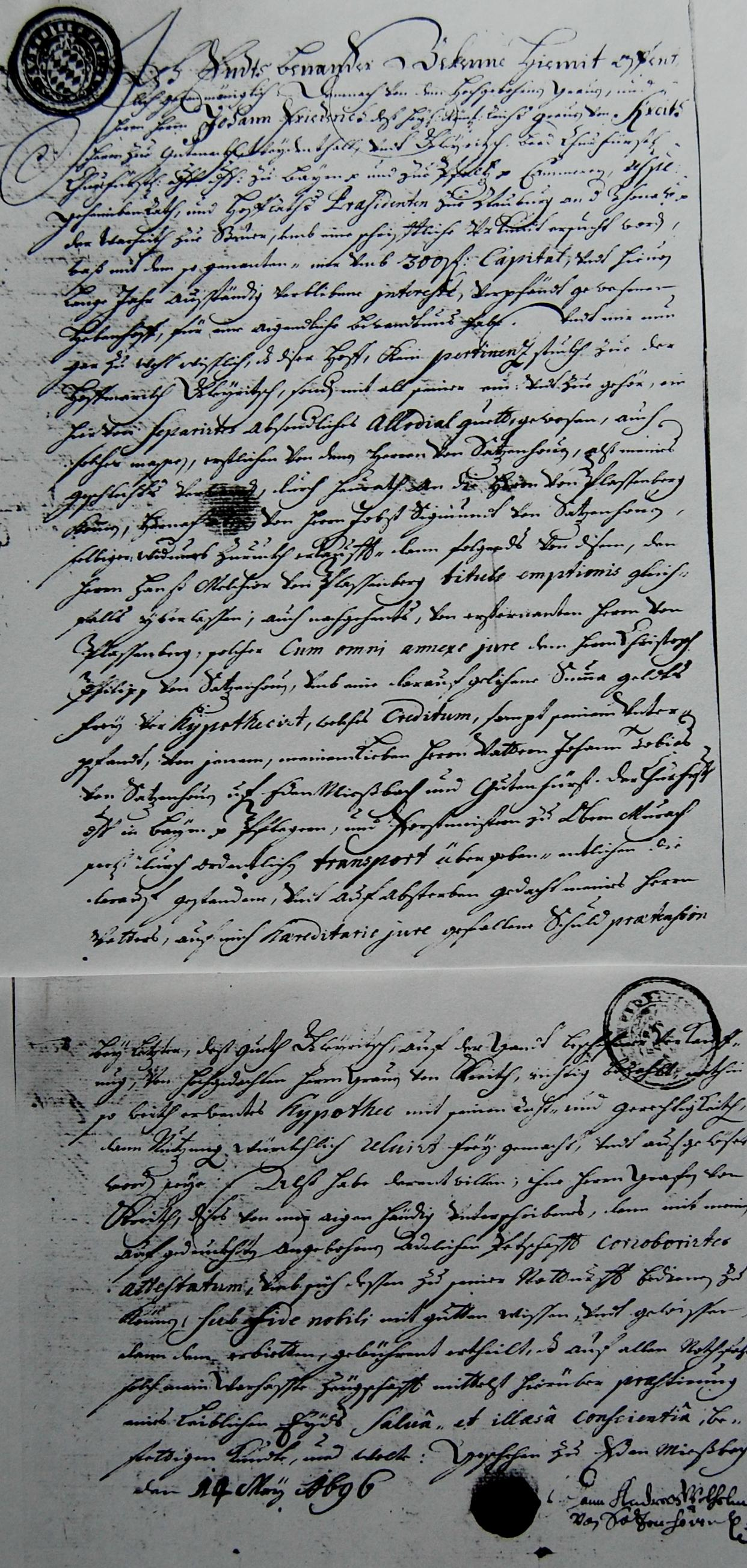
Hebenhof: Urkunde aus dem Jahre 1696

Der Hebenhof gehörte teilweise zum Besitz der Plassenberger, war aber auch zeitweise von der Hofmark Gleiritsch abgetrennt, und war mit all seiner ein: undt zue gehör, ein hiervon Separirtes Absonderliches Allodial guett gewesen. Unter den Auswirkungen verschiedener politischer Ereignisse (Dreißigjähriger Krieg 1618–1648) und religiöser Umbrüche, eingeleitet durch die Reformation, standen das Gut Gleiritsch und der Hebenhof vor dem Ruin. Hans Melchior von Plassenberg, der im Besitz des Hebenhofes war, „starb anno 1652 als der Letzte seines Namens, Geschlechts, Schilds und Heims ohne Leibes Erben“. 1688 erwarb Johann Friedrich Freiherr von Kreith den Hebenhof zusammen mit der Hofmark Gleiritsch auf der Gant.
Eine Bestätigung des Johann Andreas Wilhelm  von Satzenhofen vom 14. Mai 1696 zeigt die Sonderstellung des Hebenhofes. Die Urkunde hat folgenden Wortlaut (ab Zeile 7):
„ … , umb eine schriftliche Urkundt ersucht worden, / was mit dem so gegenanten mir Umb 300 fl: Capital, undt hievon / lange Jahre ausständig verblibene …, verpfändt gewesenen / Hebenhoff, für eine aigendliche bewandtnis habe. Undt mir nun / gar wohl wisslich, daß diser hoff kein pertinenz stukh zue der / hoffmarckh Gleyritsch, sondern mit all seiner ein: undt zue gehör, ein / hiervon Separirtes Absonderliches Allodial guett gewesen, auch / solcher massen, erstlichen von den herrn von Satzenhoven, alß meines / geschlechts verwandt, durch heurath an die herrn von Plassenberg komen, hernachaber, von herrn Jobst Sigmund von Satzenhoven / selbiges widerumb zuruckh erkauft, dann folgendes von disem den / herrn Hanß Melchior von Plassenberg titulo emptionis gleich / falls yberlassen, auch navhgehendts von ersternanten herrn von Plassenberg Cum omni annexo jure dem herrn Christoph Philipp von Satzenhoven umb eine darauf gelihene Suma geldts / frey ver hypothecirt, welches Creditum, sampt seinem Unter- / pfandt, von jenem meinem lieben herrn Vattern Johann Tobias / von Satzenhoven uf … Mießbach (heute Ödmiesbach, Gemeinde Teunz) und Gutenfürst der Churfürstliche / dhl in Bayrn, Pfleger und Forstmeister zu Obern Murach … durch ordentlichn transport übergeben, entlichen die / darauf gestandene, und auf absterben gedacht meines herrn / Vatters, auf mich … jure gefallene Schuldpraetension / bey letzter, deß gueth Gleyritsch auf der Gandt beschehener Verkauff / ung, von hochgeachten herrn Graf von Kreith richtig bezahlt, mithin / so weit erwente hypothec … frey gemacht, undt auf gelöset / worden sey …
Mießbach, den 14. Mai 1696
Johann Wilhelm Andreas von Satzenhoven“ .

## Grundsteuerkataster von 1840
Nr. 53, Hebenhof, beim Hebenbauer, Georg Zanner der ½ Hebenhof – Wohnhaus, Schupfe, Keller, Stadl, Stall, Schupferl, Backofen und Hofraum. Baum- und Grasgarten am Backofen und am Stall.
127 Tagwerk 91 Dezimal
Gekauft von Johann Müller am 24. Mai 1800. Laut Brief vom 2. September 1840 von Adam Müller um 3800 Gulden erkauft.